# Războiul stelelor: Rebelii
Războiul Stelelor: Rebelii (engleză Star Wars Rebels) este un serial de animație pe computer american produs de Lucasfilm Animation. Povestea începe paisprezece ani după Războiul stelelor - Episodul III: Răzbunarea Sith (2005) și progresează spre evenimentele din filmul original cu Războiul stelelor (1977). Serialul prezintă Imperiul Galactic vânând ultimii Jedi în timp ce o rebeliune împotriva Imperiului începe să prindă formă. Stilul vizual al serialului este inspirat din conceptele artistice ale trilogiei originale Războiul stelelor de Ralph McQuarrie. Serialul prezintă personaje noi alături de unele din trilogia originală și serialul de animație anterior Războiul stelelor: Războiul clonelor (2008–2020). Serialul cuprinde patru sezoane.
Serialul a avut premiera cu un film de televiziune de o oră, Scânteia rebeliunii, pe 3 octombrie 2014, pe Disney Channel înainte de premiera serialului pe 13 octombrie pe Disney XD. Al doilea sezon a avut premiera pe 20 iunie 2015, cu un film de televiziune de o oră, Asediu în Lothal. Al treilea sezon a avut premiera pe 24 septembrie 2016, cu un film de televiziune, Pași spre umbră. Al patrulea și ultimul sezon a avut premiera pe 16 octombrie 2017, cu încă un film de televiziune de o oră, Eroii din Mandalore. Ultimul episod a fost difuzat pe 5 martie 2018.
Dave Filoni, Simon Kinberg și Greg Weisman au servit ca producători executivi în primul sezon. Weisman a părăsit serialul după primul sezon. Filoni a fost de asemenea regizor supervizor în primele două sezoane, un rol la care a renunțat după ce a acceptat o promoție care i-a extins rolul creativ să supravegheze toate proiectele Lucasfilm Animation; el l-a numit pe Justin Ridge să-l urmeze pentru al treilea sezon. Filoni a reasumat rolul pentru al patrulea sezon.
Rebelii a fost bine primit în general cu o mulțime de premii câștigate și nominalizări. Serialul a fost nominalizat la Premiul Critics' Choice Television pentru cel mai bun serial animat și Premiul Primetime Emmy pentru cel mai bun program pentru copii. Rebelii a devenit primul recipient la Premiul Saturn pentru cel mai bun serial animat de televiziune, câștigându-l pentru ultimele două sezoane.
Au fost lansate o serie de media de legătură pentru a extinde tradiția seriei, cum ar fi seria de benzi desenate Kanan, romanul A New Dawn și seria de romane Thrawn. Personaje, fire narative și elemente introduse în serial au apărut, de asemenea, în media ulterioare Războiul stelelor. Povestea serialului este continuată în serialul live action de pe Disney+ Ahsoka.

## Personaje
- Taylor Gray - Ezra Bridger
- Freddie Prinze, Jr. - Kanan Jarrus
- Vanessa Marshall - Hera Syndulla
- Tiya Sircar - Sabine Wren
- Steven Blum - Garazeb "Zeb" Orrelios
- Dave Filoni - "Chopper"